# Szum (Wołczyn)
Szum (deutsch Schumm, 1936–1945 Forstheim) ist ein Ort der Gmina Wołczyn in der Woiwodschaft Opole in Polen.

## Geographie

### Geographische Lage
Szum liegt im nordwestlichen Teil Oberschlesiens im Kreuzburger Land. Das Dorf Szum liegt rund acht Kilometer südwestlich vom Gemeindesitz Wołczyn, rund 19 Kilometer westlich der Kreisstadt Kluczbork und etwa 44 Kilometer nordöstlich der Woiwodschaftshauptstadt Oppeln.
Das Dorf liegt am linken Ufer des Stobers. Südlich des Dorfes liegen weitläufige Waldgebiet, die zum Landschaftsschutzpark Stobrawski gehören.

### Nachbarorte
Nachbarorte von Szum sind im Norden Wąsice (Wundschütz) und im Osten Wierzchy (Wierschy).

## Geschichte

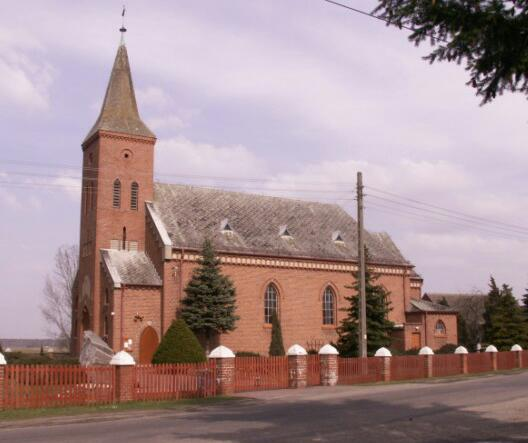
Neoromanische Franz-von-Assisi-Kirche

Der Name leitet sich vom polnischen Wort szum (Windesbrausen) ab.
1845 bestand das Dorf aus einer katholischen Kirche, einem Vorwerk und weiteren 25 Häusern. Im gleichen Jahr lebten in Schumm 286 Menschen, davon 44 evangelisch.
1874 wurde der Amtsbezirk Jagdschloss Bodland gegründet, zu dem Schumm gehörte.
1925 lebten in Schumm 506, 1933 wiederum 587 Menschen. Zum 29. Juli 1936 wurde der Dorfname in Forstheim geändert. Am 1. April 1939 wurde Forstheim in die Gemeinde Stoberbrück eingemeindet. Bis 1945 gehörte das Dorf zum Landkreis Rosenberg O.S.
Als Folge des Zweiten Weltkriegs fiel Schumm 1945 wie der größte Teil Schlesiens unter polnische Verwaltung. Nachfolgend wurde der Ort in Szum umbenannt und der Woiwodschaft Schlesien angeschlossen. 1950 wurde es der Woiwodschaft Oppeln eingegliedert. 1999 kam der Ort zum neu gegründeten Powiat Kluczborski (Kreis Kreuzburg).

## Sehenswürdigkeiten
- Die römisch-katholische Franz-von-Assisi-Kirche (Kościół św. Franciszka z Asyżu) wurde 1928 im neoromanischen Stil erbaut.[6]
- Neogotische Wegekapelle
- Denkmal für die Gefallenen des Zweiten Weltkriegs